# De Beco

Geslachtswapen (1924)

De Beco is een geslacht waarvan leden sinds 1924 tot de Belgische adel behoren.

## Geschiedenis
De stamreeks gaat terug tot Conrad Beco die stierf in Dolembreux in 1695 en die in 1687 trouwde, en daarmee voor het eerst wordt vermeld. Op 25 december 1924 werd de politicus Emile de Beco (1843-1928) opgenomen in de erfelijke Belgische adel met de titel van baron overgaand bij eerstgeboorte. Op 27 februari 1967 werd zijn neef in de zesde graad, dr. Luc de Beco (1915-2004), advocaat, opgenomen in de erfelijke Belgische adel met de titel van jonkheer.
Anno 2017 waren er nog 15 mannelijke telgen in leven, de laatste geboren in 2007.

### Wapenbeschrijvingen
- 1924: In lazuur, eene golvende dwarsbalk van zilver, vergezeld in het hoofd van twee zonnen van goud, en in de punt van eenen leeuw van hetzelfde, genageld en getongd van keel, houdende in de rechterpoot eene roos insgelijks van goud, gesteeld en geblader[d] van hetzelfde. Het schild getopt voor den titularis met eene baronnenkroon, en gehouden door twee leeuwen van goud, genageld en getongd van keel. Het schild voor [de] andere nakomelingen overtopt met eenen helm van zilver, gekroond, getralied, gehalsband en [o]mboord van goud, gevoerd en vastgehecht van keel, met dekkleeden van lazuur en zilver. Helmteeken: de leeuw van het schild uitspringende, met zijne roos. Wapenspreuk: 'Mieux vaut prévenir' van zilver, op eenen spreukband van lazuur.
- 1967: Beschrijving van het schild analoog met die van de open brieven van 1924. Het schild getopt met een helm van zilver, gekroond, getralied, gehalsband en omboord van goud, gevoerd en gehecht van keel, met dekkleden van azuur en van zilver. Helmteken: de leeuw van het schild uitkomend. Wapenspreuk: 'Mieux vaut prévenir' van zilver, op een lossen band van azuur.

## Enkele telgen
Jean-Toussaint de Beco (1779-1851)
- Jean Toussaint de Beco (1808-1864)
  - Emile baron de Beco (1843-1928), politicus
    - Dr. Jean baron de Beco (1881-1956), advocaat en schepen van Ukkel
      - Emile baron de Beco (1909-1995), verkreeg in 1932 toestemming om reeds bij leven van zijn vader de titel van baron te voeren; trouwde in 1932 met Gabrielle Waucquez (1908-1949), dochter van Victor Waucquez (1874-1952), schepen van Brussel en senator
        - Jean baron de Beco MBA (1935), chef de famille
          - Jhr. Patrick de Beco (1964), vermoedelijke opvolger als chef de famille (in 2017 ongehuwd)

      - Jkvr. Christiane de Beco (1912-1999); trouwde in 1937 met jhr. Paul de Meester de Heyndonck (1908-1997), advocaat en zoon van senator jhr. François de Meester de Heyndonck (1879-1973)
      - Jkvr. Francine de Beco (1917-2002); trouwde in 1940 met dr. Erard baron de Schaetzen (1904-1997), burgemeester en senator
- Toussaint de Beco (1817-1877)
  - Toussaint de Beco (1841-1900)
    - Lucien de Beco (1870-1937)
      - Jhr. Luc de Beco (1915-2004), advocaat, met nageslacht tot heden

### Adellijke allianties
- De Meester de Heyndonck  (1937), Christyn de Ribeaucourt (1940), De Schaetzen (1940), Van Delft (1943), De Meeûs (1952), De Potter d'Indoye (1957), De Meester de Betzenbroeck (1962), Henry de Frahan (1963), Waucquez (1990)